# José Luis Sáenz de Heredia
José Luis Sáenz de Heredia (Madrid, 10 aprile 1911 – Madrid, 4 novembre 1992) è stato un regista spagnolo.

## Biografia
Esordì alla regia nel 1934 con Patricio miró a una estrella, girato nel periodo della Repubblica. Finita la guerra civile, divenne uno dei cardini del cinema del regime franchista, dirigendo nel 1941 il film Raza, voluto da Francisco Franco e ispirato ai racconti semi-autobiografici dello stesso dittatore. 
Nel 1973 girò un film tratto da Processo a Gesù, lavoro teatrale di Diego Fabbri: la pellicola uscì in Italia col titolo Tu lo condanneresti?.
Diresse a lungo la scuola nazionale spagnola di cinema. Il suo ultimo film è del 1975, Solo ante el Streaking.
Morì nel 1992 a causa di un edema polmonare, senza aver mai rinnegato l'ammirazione per Franco.

## Filmografia parziale
- Eroi senza gloria (La mies es mucha) (1949)
- Don Juan: La spada di Siviglia (Don Juan) (1950)
- Uomini senza pace (Los ojos dejan huellas) (1952)
- ...e il cielo rispose... (Historias de la radio) (1955)
- Faustina (1957)
- Zoras il ribelle (Diez fusiles esperan) (1959)
- Sulle ali dell'arcobaleno (Relaciones casi públicas) (1969)
- La decente (1971)
- Tu lo condanneresti? (Proceso a Jesús) (1973)